# When We Stand Together
«When We Stand Together» —en español: «Cuando nos mantenemos unidos»—es el primer sencillo del séptimo álbum de estudio de la banda canadiense de rock alternativo Nickelback, Here And Now. Se llama también "We Must Stand Together".

## Lanzamiento
"When We Stand Together" junto con Bottoms Up son lanzados en el sitio web oficial de la banda. Fueron lanzadas el 26 de septiembre de 2011, y disponible para descargar el 27 de septiembre. El vídeo musical fue lanzado el 3 de noviembre de 2011.
El tema fue utilizado para el evento anual de WWE Tribute to the Troops. En el cual la banda hizo una actuación en vivo.
El boxeador Lucian Bute utilizó el tema mientras se dirigía al cuadrilátero antes de su pelea de título mundial contra Carl Froch el 26 de mayo de 2012.

## Vídeo musical
El vídeo oficial fue dirigido por Justin Francis e hizo su debut el 3 de noviembre de 2011 en Big Morning Buzz Live en VH1.
En marzo de 2012, el vídeo ya contaba con más de 50 millones de visitas en Youtube.

## Posicionamiento en las listas
"When We Stand Together" ebutó y alcanzó el puesto número 44 en el Billboard Hot 100, peor que los primeros sencillos de discos anteriores ("Gotta Be Somebody" alcanzó el puesto número 10, "Photograph" alcanzó el puesto número 2, "Someday" alcanzó el puesto número 7, y "How You Remind Me" alcanzó el número 1 en la lista). A pesar de eso, la canción fue un éxito, alcanzando el número 10 en su natal Canadá.Alcanzó el número 2 en Finlandia convirtiéndose en su mayor éxito en el país. Superando a "How You Remind Me", que había alcanzado la posición 18.La canción también alcanzó el puesto 10 en Polonia, Alemania, Suiza, Hungría y Austria. En general fue más grande que cualquier otro sencillo del álbum antecesor Dark Horse.

## Posiciones en la lista
| listas (2011-2012)                     | Máxima posición |
| -------------------------------------- | --------------- |
| Alemania (Offizielle Deutsche Charts)  | 6               |
| Australia (ARIA)                       | 20              |
| Austria (Ö3 Austria Top 40)            | 8               |
| Bélgica (Flandes) (Ultratop 50)        | 34              |
| Canadá (Canadian Hot 100)              | 10              |
| Canadá (CHR/Top 40)                    | 32              |
| Canadá (Hot AC)                        | 7               |
| Canadá (Canada Rock)                   | 50              |
| Dinamarca (Tracklisten)                | 24              |
| Escocia (Scottish Singles Sales Chart) | 31              |
| Eslovaquia (Singles Digitál Top 100)   | 18              |
| Estados Unidos (Billboard Hot 100)     | 44              |
| Estados Unidos (Adult Top 40)          | 12              |
| Estados Unidos (Mainstream Top 40)     | 30              |
| Europa (Official Top 100)              | 10              |
| Finlandia (OFC)                        | 2               |
| Hungría (Rádiós Top 40)                | 7               |
| Japón (Japan Hot 100)                  | 16              |
| Noruega (VG-lista)                     | 11              |
| Países Bajos (Dutch Top 40)            | 12              |
| Reino Unido (UK Singles Chart)         | 41              |
| Reino Unido (UK Rock & Metal)          | 1               |
| República Checa (Rádio Top 100)        | 48              |
| Rusia (Top 20)                         | 12              |
| Suecia (Sverigetopplistan)             | 11              |
| Suiza (Schweizer Hitparade)            | 6               |
| Ucrania (Top 40)                       | 22              |

## Certificaciones
| País        | Certificación | Fecha                   | Ventas  | Ref.   |
| ----------- | ------------- | ----------------------- | ------- | ------ |
| Alemania    | Oro           | 2012                    | 150 000 | [ 30 ] |
| Australia   | Platino       | Enero de 2012           | 70 000  | [ 31 ] |
| Canadá      | Platino       | 23 de diciembre de 2011 | 80 000  | [ 32 ] |
| Dinamarca   | Platino       | 2 de marzo de 2012      | 30 000  | [ 33 ] |
| Finlandia   | Oro           | 2012                    | 50 000  | [ 34 ] |
| Reino Unido | Plata         | 2021                    | 200.000 | [ 35 ] |
| Suiza       | Oro           | Febrero de 2012         | 15 000  | [ 36 ] |